# الكويت في الألعاب الآسيوية الشتوية 2025
شاركت الكويت في دورة الألعاب الآسيوية الشتوية 2025 ‏ التي أُقيمت في هاربن، الصين، من 7 إلى 14 فبراير.
تكوّن الفريق الكويتي من 25 رياضياً. وخلال حفل الافتتاح، حمل لاعب الهوكي  محمد الدعيج ولاعبة الكيرلنغ فاطمة عبد اللطيف علم البلاد.

## المنافسون
تُظهر الجدول التالي توزيع أفراد البعثة الكويتية بحسب الرياضة والجنس.
| الرياضة        | رجال | سيدات | المجموع |
| -------------- | ---- | ----- | ------- |
| التزلج الألبي ‏ | 2    | 0     | 2       |
| الكرلنغ        | 1    | 1     | 2       |
| التزلج الحر ‏   | 1    | 0     | 1       |
| هوكي الجليد    | 20   | 0     | 20      |
| المجموع        | 24   | 1     | 25      |

## التزلج الألبي
شاركت الكويت باثنين من المتزلجين الرجال في منافسات التزلج الألبي.
| الرياضي            | الحدث            | الجولة 1 | الجولة 1 | الجولة 2 | الجولة 2 | الإجمالي | الإجمالي |
| الرياضي            | الحدث            | الزمن    | الترتيب  | الزمن    | الترتيب  | الزمن    | الترتيب  |
| ------------------ | ---------------- | -------- | -------- | -------- | -------- | -------- | -------- |
| فارس آل عبيد       | الرجال – التعرج ‏ | 1:23.90  | 45       | 1:21.72  | 39       | 2:45.62  | 39       |
| عبد الرحمن الوهيبي | الرجال – التعرج ‏ | 1:21.34  | 44       | 1:18.52  | 38       | 2:39.86  | 38       |

## الكرلنغ
شاركت الكويت بلاعب ولاعبة في منافسات الكرلِنغ.
ملخص
| الفريق                        | الحدث          | دور المجموعات   | دور المجموعات    | دور المجموعات           | دور المجموعات      | دور المجموعات   | دور المجموعات | التأهل          | نصف النهائي     | النهائي / BM    | النهائي / BM |
| الفريق                        | الحدث          | المنافس النتيجة | المنافس النتيجة  | المنافس النتيجة         | المنافس النتيجة    | المنافس النتيجة | الترتيب       | المنافس النتيجة | المنافس النتيجة | المنافس النتيجة | الترتيب      |
| ----------------------------- | -------------- | --------------- | ---------------- | ----------------------- | ------------------ | --------------- | ------------- | --------------- | --------------- | --------------- | ------------ |
| فاطمة عبد اللطيف سعود الكندري | الزوجي المختلط | منغوليا · ف 6–5 | تايلاند · خ 3–12 | تايبيه الصينية · خ 3–13 | هونغ كونغ · خ 2–11 | اليابان · خ     | 5             | لم يتأهل        | لم يتأهل        | لم يتأهل        | 10           |